# Erik Stohn

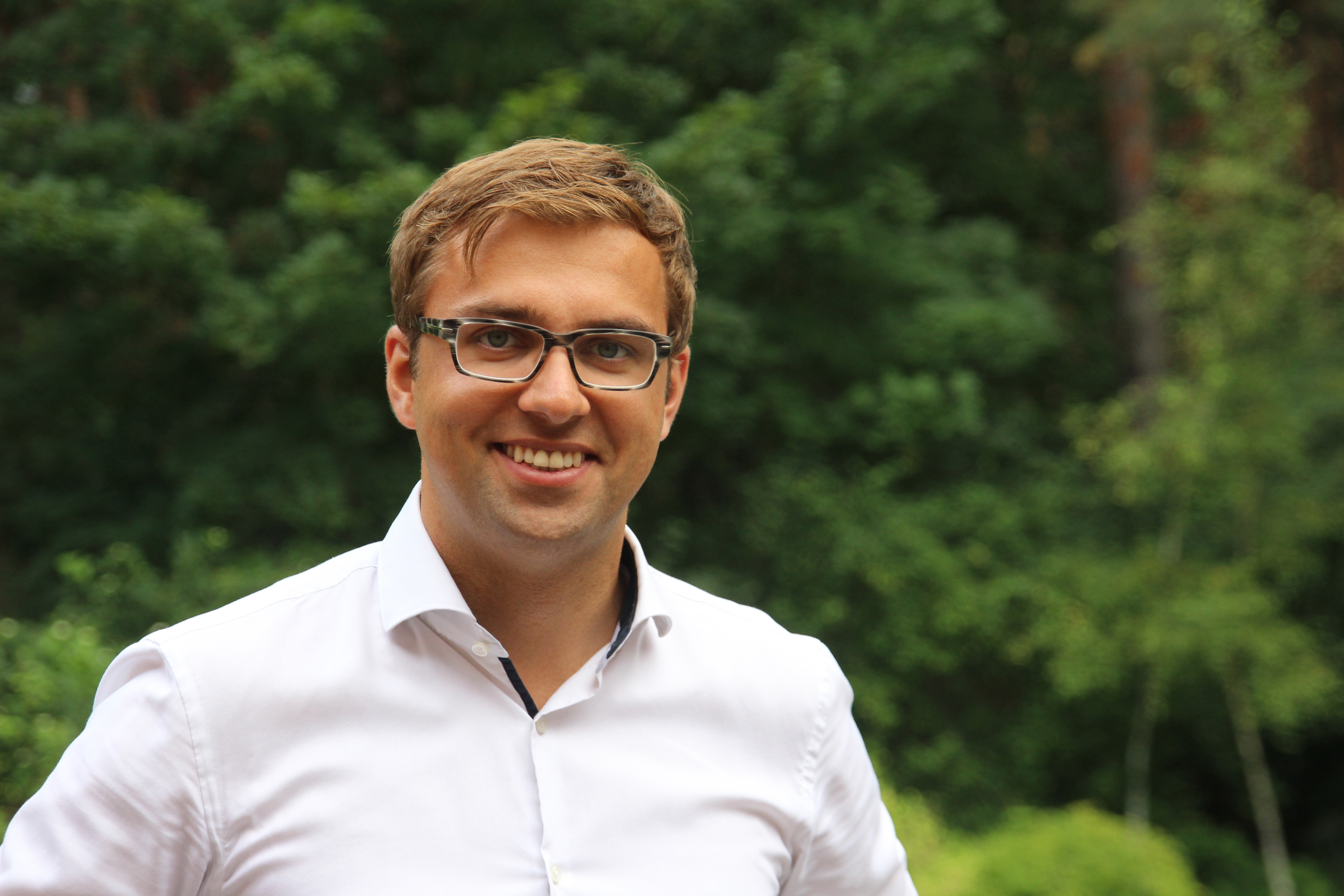
Erik Stohn (2017)

Erik Stohn (* 20. Dezember 1983 in Luckenwalde, Bezirk Potsdam, DDR) ist ein deutscher Politiker (SPD).
Seit 2014 ist er direkt gewählter Abgeordneter des Landtags Brandenburg. Dort war er von 2019 bis 2021 Vorsitzender der SPD-Fraktion und ist seit 2024 stellvertretender Fraktionsvorsitzender. Von 2017 bis 2021 hatte er zudem das Amt des Generalsekretärs der SPD Brandenburg inne.

## Leben
Stohn wuchs in Jüterbog auf und legte 2003 am dortigen Goethe-Schiller-Gymnasium das Abitur ab. Nach seinem Zivildienst studierte er Rechtswissenschaft an den Universitäten Potsdam und Lausanne und beendete das Studium 2010 mit dem ersten Staatsexamen. Er absolvierte von 2011 bis 2013 sein Rechtsreferendariat am Kammergericht Berlin und legte anschließend das zweite Staatsexamen ab. In diese Zeit fällt auch ein Aufbaustudium der Verwaltungswissenschaft an der Universität Speyer, das er 2013 als Magister rerum publicarum (Mag. rer. publ.) abschloss. Zwischen 2010 und 2014 war er als wissenschaftlicher Mitarbeiter bzw. Referent für verschiedene Bundestagsabgeordnete tätig, zuletzt für Rainer Spiering.
Im Dezember 2022 hatte Stohn in der Nähe von Hohenseefeld einen schweren Autounfall. Er verlor aufgrund eines geplatzten Reifens die Kontrolle über seinen Wagen, der dann gegen einen Baum prallte und einen Totalschaden davontrug. Nach Angaben der behandelnden Ärzte wäre Stohn beinahe verblutet, weil sich die Rettung verzögerte.
Stohn ist evangelischer Konfession und hat einen Sohn (* 2022) zusammen mit der Bundestagsabgeordneten Sonja Eichwede.

## Politik

### Partei
Stohn ist seit 2001 Mitglied der SPD. Von 2013 bis 2015 amtierte er als Landesvorsitzender der Jusos in Brandenburg, ehe er 2016 den Vorsitz des SPD-Unterbezirks Teltow-Fläming übernahm. Von 2017 bis 2021 war er Generalsekretär der SPD in Brandenburg. Er übernahm anschließend erneut den Vorsitz der SPD Teltow-Fläming. 2021 und 2023 wurde er jeweils in den Landesvorstand der Brandenburger SPD gewählt.

### Abgeordneter
Bei der Landtagswahl in Brandenburg 2014 errang Stohn das Direktmandat im Wahlkreis Teltow-Fläming II, wo er sich mit 34,4 % der Erststimmen unter anderem gegen Maritta Böttcher (Die Linke) und Sven Petke (CDU) durchsetzen konnte. Stohn verteidigte sein Mandat bei der Landtagswahl 2019. Mit 32,6 % der Erststimmen erzielte er ein besseres Ergebnis als seine Partei (31,3 % der Zweitstimmen). Er wurde kurz darauf zum Vorsitzenden der SPD-Landtagsfraktion gewählt und übte dieses Amt turnusgemäß bis Oktober 2021 aus. Bei der Landtagswahl 2024 verteidigte er erneut sein Mandat, auf ihn entfielen 38,8 % der Erststimmen. Damit gewann er über 6 Prozentpunkte im Vergleich zur Wahl 2019 hinzu und erreichte im Wahlkreis erneut einen größeren Zuspruch als seine Partei (33,3 % der Zweitstimmen). Seit Dezember 2024 fungiert er als stellvertretender Fraktionsvorsitzender.
Daneben ist Stohn seit 2014 Abgeordneter des Kreistags Teltow-Fläming sowie Mitglied der Stadtverordnetenversammlung seiner Heimatstadt Jüterbog, der er zuvor schon von 2003 bis 2007 angehört hatte. Seit 2024 amtiert er als Co-Vorsitzender der SPD-Kreistagsfraktion und als Vorsitzender der Jüterboger Stadtverordnetenversammlung.

## Weitere Tätigkeiten
Stohn ist Mitglied im Rundfunkrat des RBB. In ehrenamtlicher Tätigkeit gehört er dem Aufsichtsrat des Oberlinhauses in Potsdam und dem Vorstand der zugehörigen Oberlinstiftung an, außerdem dem Stiftungsrat der Kulturstiftung Schloss Wiepersdorf. Er ist ferner Vorsitzender des Fördervereins seiner früheren Schule, des Jüterboger Goethe-Schiller-Gymnasiums.